# Bettye LaVette
Bettye LaVette, pour l'état civil Betty Haskins, née le 29 janvier 1946 à Muskegon (Michigan), est une chanteuse de soul américaine. En 2020, elle est introduite au Blues Hall of Fame.

## Biographie
Née en 1946, elle grandit à Détroit. Elle enregistre son premier disque à 16 ans, pour Atlantic Records, un 45 tours simple, My Man, en 1962. Elle participe à des tournées aux côtés de Clyde McPhatter, Ben E. King, Otis Redding et James Brown. Elle enregistre plusieurs disques pour Calla Records et des firmes de Détroit, avant de signer pour Silver Foxx, puis en 1972 pour Atlantic/Atco.
En 2003 commence, avec l'album A Woman Like Me, ce qu'elle a elle-même appelé une deuxième phase de sa carrière,. Puis en 2005, elle enregistre I've Got My Own Hell to Raise, qui ne contient que des interprétations de chansons écrites par des femmes : Lucinda Williams, Joan Armatrading, Dolly Parton, Aimee Mann, Fiona Apple, etc. Le premier morceau, I Do Not Want What I Haven't Got, écrit par Sinead O'Connor est interprété a cappella. À partir de  2006, elle se voit décerner plusieurs reconnaissances pour son parcours et son œuvre, par la profession. Ainsi en 2006, un « Pioneer Award » lui est attribué par la Rhythm and Blues Foundation. En 2008, elle reçoit le Blues Music Award de la « meilleure chanteuse de blues contemporain » de l'année.
En 2012, elle publie sa biographie intitulée A Woman Like Me.

## Principaux albums studios
- My Man, 1962, 45 tours[3]
- Not Gonna Happen Twice, 1990, Motor CIty, LP, réédité par Reel Music en 2008 en CD
- A Woman Like Me 2003, Blues Express, CD
- I've Got My Own Hell to Raise, 2005, Anti DBK Works, CD, LP[5]
- The Scene of the Crime, 2007, Anti, CD, LP[3]
- A Change is Gonna Come Sessions, 2009, Anti, digital download only EP
- Interpretations: The British Rock Songbook, 2010, Anti, CD[2]
- Thankful N' Thoughtful, 2012, Anti, CD, LP
- Worthy, 2015, Cherry Red, CD
- Things Have Changed, 2018,Verve,CD,LP[6]
- Blackbirds, 2020, Verve, CD, LP, MP3, streaming
- LaVette!, 2023, Jay-Vee Records

## Publication
- A Woman Like Me, en collaboration avec David Ritz, Blue Rider Press, New York, 2012.